# ناصر مسعود
ناصر مسعود (انگلیسی: Nasser Masoud؛ زادهٔ ۶ مارس ۱۹۸۶) بازیکن فوتبال اهل امارات متحده عربی است.
از باشگاه‌هایی که در آن بازی کرده‌است می‌توان به باشگاه فوتبال العین، باشگاه فوتبال عجمان امارات، باشگاه فوتبال لیائونینگ، باشگاه فوتبال الشباب امارات، و تیم ملی فوتبال امارات متحده عربی اشاره کرد.